# Rhamphomyia subdolomitica
Rhamphomyia subdolomitica är en tvåvingeart som beskrevs av Bartak 1981. Rhamphomyia subdolomitica ingår i släktet Rhamphomyia och familjen dansflugor.
Artens utbredningsområde är Italien. Inga underarter finns listade i Catalogue of Life.